# Montgomery (Texas)
Montgomery es una ciudad ubicada en el condado de Montgomery en el estado estadounidense de Texas. En el Censo de 2010 tenía una población de 621 habitantes y una densidad poblacional de 49,9 personas por km².

## Geografía
Montgomery se encuentra ubicada en las coordenadas 30°23′29″N 95°41′46″O / 30.39139, -95.69611. Según la Oficina del Censo de los Estados Unidos, Montgomery tiene una superficie total de 12.44 km², de la cual 12.24 km² corresponden a tierra firme y (1.64%) 0.2 km² es agua.

## Demografía
Según el censo de 2010, había 621 personas residiendo en Montgomery. La densidad de población era de 49,9 hab./km². De los 621 habitantes, Montgomery estaba compuesto por el 67.15% blancos, el 26.41% eran afroamericanos, el 0.64% eran amerindios, el 0.64% eran asiáticos, el 0% eran isleños del Pacífico, el 4.99% eran de otras razas y el 0.16% pertenecían a dos o más razas. Del total de la población el 14.49% eran hispanos o latinos de cualquier raza.
Montgomery es parte de Montgomery ISD.